# Josef Planke

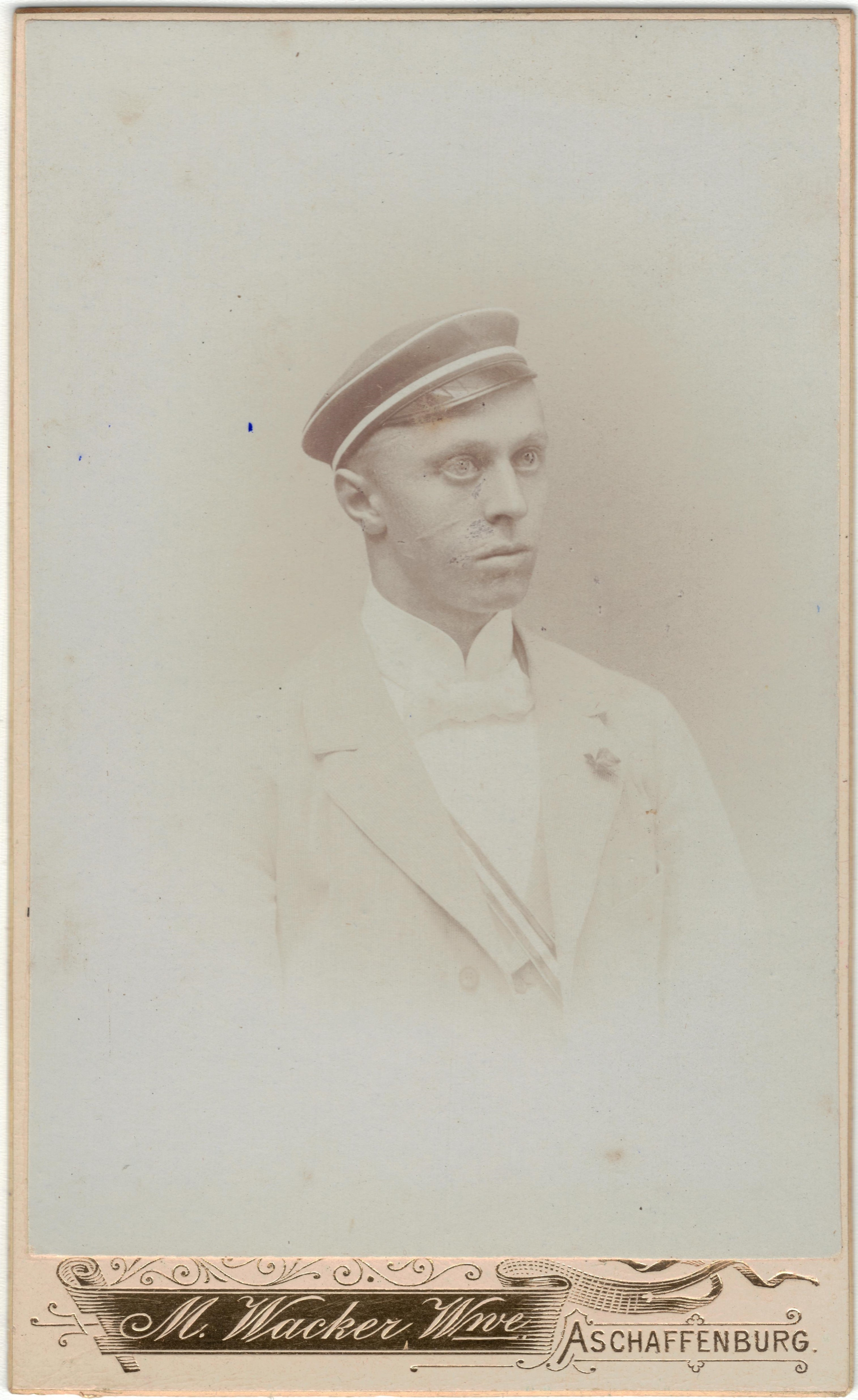
Josef Planke

Josef Planke (* 20. April 1877 in Sirnach; † 5. Mai 1945 in Hengersberg) war ein deutscher Oberforstmeister, der dem Nationalsozialismus zum Opfer fiel.

## Leben
Josef Planke wuchs zunächst in Sirnach, Kanton Thurgau, als unehelicher Sohn eines Jesuitenpaters auf. Seine Mutter heiratete jedoch einen Weinhändler, der dem Jungen seinen Namen gab. Die Familie zog nach Köln, später nach Innsbruck und Stuttgart. Nach dem Tod des Vaters besuchte er die Volksschule und das Neue Gymnasium in Regensburg, an dem er 1896 das Abitur ablegte. Anschließend studierte er zunächst an der Centralforstlehranstalt für das Königreich Bayern Forstwirtschaft. Dort wurde er Mitglied des Corps Hercynia Aschaffenburg. Bei einer Mensur verletzt, war er nicht mehr wehrtauglich. Sein Studium setzte er ab 1898 an der Ludwig-Maximilians-Universität München fort. Er trat anschließend in den Forstdienst ein und wurde 1926 Oberforstmeister und Amtsleiter in Pressath, Oberpfalz. Nach der Machtergreifung der Nationalsozialisten weigerte er sich 1933 gegenüber dem Gauleiter Hans Schemm, den er in einem Brief als „Herrn Lehrer, von dem er sich nichts sagen lasse“ tituliert, die Hakenkreuzflagge auf dem Forstamt zu hissen. Er forderte eine nach damaligem Recht benötigte dienstliche Anordnung. Diese kam wenige Tage später. Plankes Einlenken reichte jedoch nicht aus. Er wurde umgehend an das Forstamt Markt Bibart in den südlichen Steigerwald strafversetzt.
Bereits zwei Monate später durfte er aber zum Forstamt Seestetten wechseln. Obwohl er weiterhin kritisch beäugt wurde, konnte er dort bis 1941 weitestgehend unbehelligt leben. 1941 geriet er erneut ins Visier der Nationalsozialisten, als er in einer Kneipe während der Radioübertragung einer Hitlerrede folgenden Satz äußerte: „Tu es weg, des G’lump, sie solln net so viel reden“. Den anschließenden Gerüchten versuchte er in einem klärenden Gespräch mit dem Passauer Kreisleiter Max Moosbauer entgegenzugehen. Danach begann die politische Verfolgung von Planke, zunächst durch Recherchetätigkeiten, dann durch Beschwerden und Denunziation. Unter anderem soll Planke kommentierte Zeitungsabfälle als Klopapier ausgelegt, den Hitlergruß nur Vorgesetzten gegenüber gezeigt, sich despektierlich gegenüber Regierung und Wehrmacht geäußert sowie Feindsender gehört haben.
Am 8. März 1944 wurden Plankes Wohnung und sein Amtssitz von der Gestapo durchsucht. Gefunden wurde ein Bild von Hermann Göring, unter dem geschrieben stand, hier sei dieser als „Halbjude“ erkennbar. Gefunden wurde außerdem ein Radio, das auf einen Schweizer Sender eingestellt war. Planke wurde schließlich verhaftet und nach Passau überstellt. Er gab einige Delikte zu, widersprach jedoch anderen entschieden. Bis zum 20. November blieb er in Passau inhaftiert, dann wurde er nach Würzburg gebracht. Am 14. Dezember 1944 wurde ihm dort der Prozess gemacht. Hans Carossa intervenierte in seinem Fall und stellte ihn in einem Brief als „körperlich leidende[n] verstörende[n] Greis“ dar. Der Richter folgte diesem Schriftstück und ließ ein psychiatrisches Gutachten einfordern. Dies rettete Josef Planke das Leben. Er wurde in eine psychiatrische Klinik an der Universität Würzburg eingewiesen. Nach dem schweren Bombenangriff auf Würzburg am 16. März 1945 wurde er evakuiert und in die Strafanstalt Straubing verschubt. Am 21. April 1945 wurde sein Haftbefehl aufgehoben und Planke kam frei. In den Kriegswirren der letzten Tage des NS-Staats marschierte er zu Fuß zu seiner Tochter ins 45 km entfernte Hengersberg. Drei Tage vor der bedingungslosen Kapitulation der Wehrmacht erlag er mit 68 Jahren einer Infektion unbekannter Ursache.

## Nach seinem Tode
Am 20. Juli 1946 wurde Planke von Oberlandforstmeister Wilhelm Mantel rehabilitiert und „zu den politisch Verfolgten und (…) Opfer[n] der nationalsozialistischen Willkürherrschaft“ gezählt. Hans Carossa verwendete Plankes Fall in seinem Buch Ungleiche Welten als einen Beleg, wie er Menschen im „Dritten Reich“ geholfen habe, und versuchte, damit sein Handeln als Präsident der nationalsozialistischen Europäischen Schriftsteller-Vereinigung zu rechtfertigen.